# Ioannis Frangoudis
Ioannis Frangoudis, född 1863 i Limassol, död 19 oktober 1916 i New York, var en grekisk sportskytt.
Frangoudis blev olympisk guldmedaljör i snabbpistol vid sommarspelen 1896 i Aten.